# Dzongkha
El dzongkha o dzongka (transliteració Wylie: rdzong-kha, Jong-kă), de vegades anomenat ngalopkha, és l'idioma nacional de Bhutan. La paraula dzongkha significa l'idioma (kha) parlat en els dzong. Els dzong són monestirs semblants a fortaleses establerts per tot Bhutan per Shabdrung Ngawang Namgyal durant el segle xvii.
Bhutani no és un altre nom del dzongkha, però sí que ho és del balutxi. De vegades es confonen els dos idiomes, fins i tot en llistes de codi ISO 639.
El dzongkha s'escriu majoritàriament utilitzant les grafies de l'escriptura Uchen de l'alfabet tibetà.